# 短梗同蕊草
短梗同蕊草（学名：Rhynchotechum brevipedunculatum），又名短梗线柱苣苔，为苦苣苔科同蕊草属下的一个种。